# 제2차 에란 전투
서기 510년경에 일어난 제2차 에란 전투는 굽타 제국의 황제 바누굽타와 후나의 토라마나 군대 간의 중추적인 전투였다. 에란 비문에 언급된 이 전투는 바누굽타의 장군 고파라자의 죽음을 대가로 치러졌다. 이 전투는 동부 말와에 대한 후나족의 침략을 저지하거나 그 지역에서 그들을 축출하는 데 중요한 역할을 했다. 이 전투는 후나족 정복자에게 일련의 역전이 시작되는 첫 번째 전투였다. 침략자들에 대한 전투에서 바누굽타는 만다소르의 왕 프라카샤다르만의 지원을 받았을 수도 있다.

## 배경

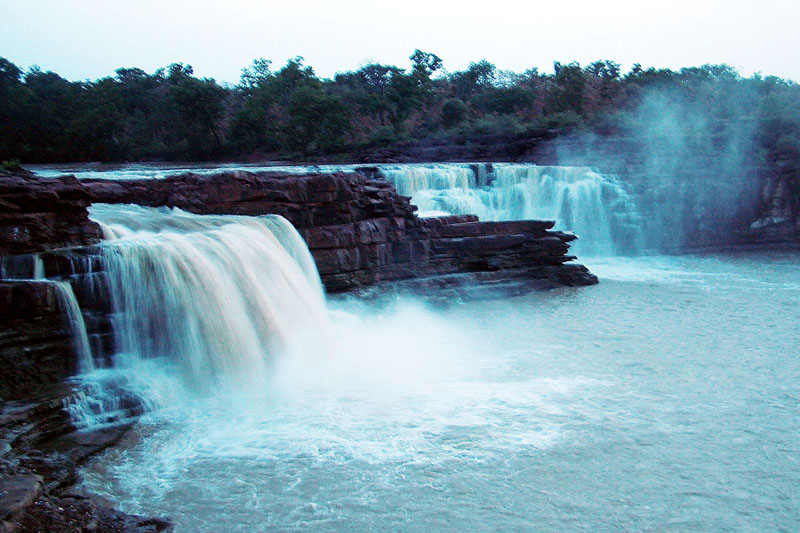

아이리카나 또는 "상쾌한 들판"이라고도 불리는 베트와강과 비나강이 합류하는 지점의 에란 주변의 비옥한 평야는 강대국들 사이의 전장이 되었다. 이 역사적으로 중요한 지역에는 황제 부다굽타 시대에 건설된 굽타 제국의 수호신인 비슈누에게 헌정된 종교 복합체가 있었다. 두 지역 봉건 영주인 마하라자 마트리비슈누와 그의 동생 다니아비슈누는 13미터 높이의 '자나르다나 기둥'(비슈누/크리슈나) 그늘 아래에 쌍둥이 사원을 세워 이 지역의 종교적, 문화적 중요성을 표시했다.
[[파일:Budhagupta gold coin , 477-487 CE , India.jpg|섬네일|center|upright=1.4|

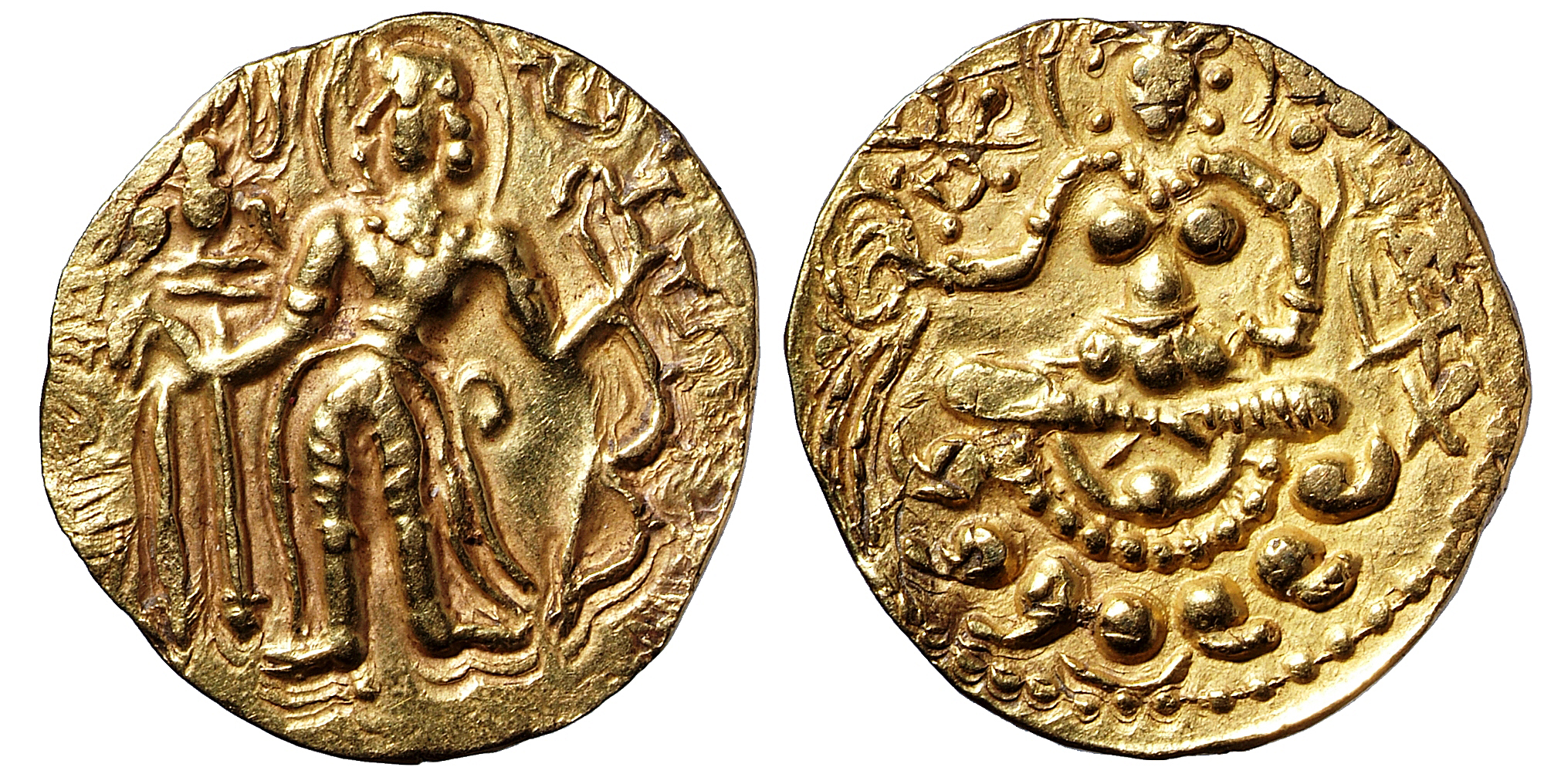
중앙|부다굽타의 금화

제1차 에란 전투는 굽타 제국과 토라마나가 이끄는 후나족 간의 전환점이 되는 전투였다. 에란 비문 증거에 따르면 토라마나의 통치 첫 해에 유명한 지방 관리인 다니아비슈누는 굽타에서 후나족으로 이탈했다. 사원 비문에 새겨진 이 이탈은 후나족의 세력 증대와 지역 정치 세력에 영향을 미칠 수 있는 그들의 능력을 나타낸다.

## 전투
서기 510년으로 거슬러 올라가는 에란의 고파라자의 사후 비문은 여기서 특히 중요하다. 이 비문은 바누굽타 왕을 "지구상에서 가장 용감한 사람"이라고 칭하며, 그의 장군 고파라자가 전사한 에란에서의 대규모 전투를 보고한다. 이 전투는 후나족 침략자들에 맞서 동부 말와로의 진격을 저지하거나 그 지역에서 그들을 완전히 축출하기 위한 것이었을 것이다. 만약 그들의 진격을 저지하는 것이 목표였다면, 토라마나의 동부 말와 정복을 서기 510년경으로 보는 것이 안전하다. 그렇지 않다면, 축출이 목표였다면 전투는 더 일찍 일어났을 것이다. 후나족의 이 지역 점령이 우리가 원하는 만큼 정확하게 밝혀지지는 않았지만, 토라마나의 인도 본토 침투는 서기 500년 이후 몇 년이 지나서야 일어났으며, 후나족은 처음에는 간다라에 국한되어 있었다고 추론할 수 있다. 서기 510년까지 토라마나의 말와 장악은 확고하게 자리 잡았다고 가정할 수 있다.
- (1-2행) 옴! 191년이 경과한 후, 슈라바나 달의 어두운 이레째 되는 날 (숫자로는) 191년 (슈라바나 달) 어두운 반달; (음력) 7일째;-
- (1절) 술라카 왕조에서 태어난 ...라자(rāja)로 유명한 통치자가 있었다. 그의 아들은 마다바(Mādhava)라는 이름으로 용맹했다.
- (2절) 그의 아들은 남성다움으로 유명한 영광스러운 고파라자였다. 사라바 왕의 딸의 아들이자 자신의 가족의 장식품이 되었다.
- (3-4절) (그곳에는) 영광스러운 바누굽타가 있는데, 그는 지구상에서 뛰어난 영웅이자 강력한 통치자이며, 파르타에 비견될 만큼 용감하다. 그리고 그와 함께 고파라자는 두려움 없이 그를 따랐으며, 마이트라족을 따라잡고 매우 크고 유명한 전투를 벌인 후, 신들의 최고인 인드라와 동등하게 되어 천국으로 갔다. 그리고 (그의) 헌신적이고, 애착이 강하며, 사랑받는 아름다운 아내는 (그에게) 매달려 불더미 (장작더미) 속으로 들어갔다. (바누굽타 에란 비문 510 CE.)[9]

한스 T. 바커에 따르면, 비문에는 전투의 성공 또는 실패에 대한 명시적인 언급이 없다. 이어지는 사건들로부터, 이 비문이 후나족 정복자의 일련의 불행의 시작을 알리는 것으로 추론될 수 있다. 침략자와의 싸움에서 바누굽타는 만다소르의 왕 프라카샤다르만의 지원을 받았을 수도 있다.

[[파일:Male head, northern India, Kushan or Gupta period, 5th-6th century CE, terracotta, HAA.JPG|섬네일|

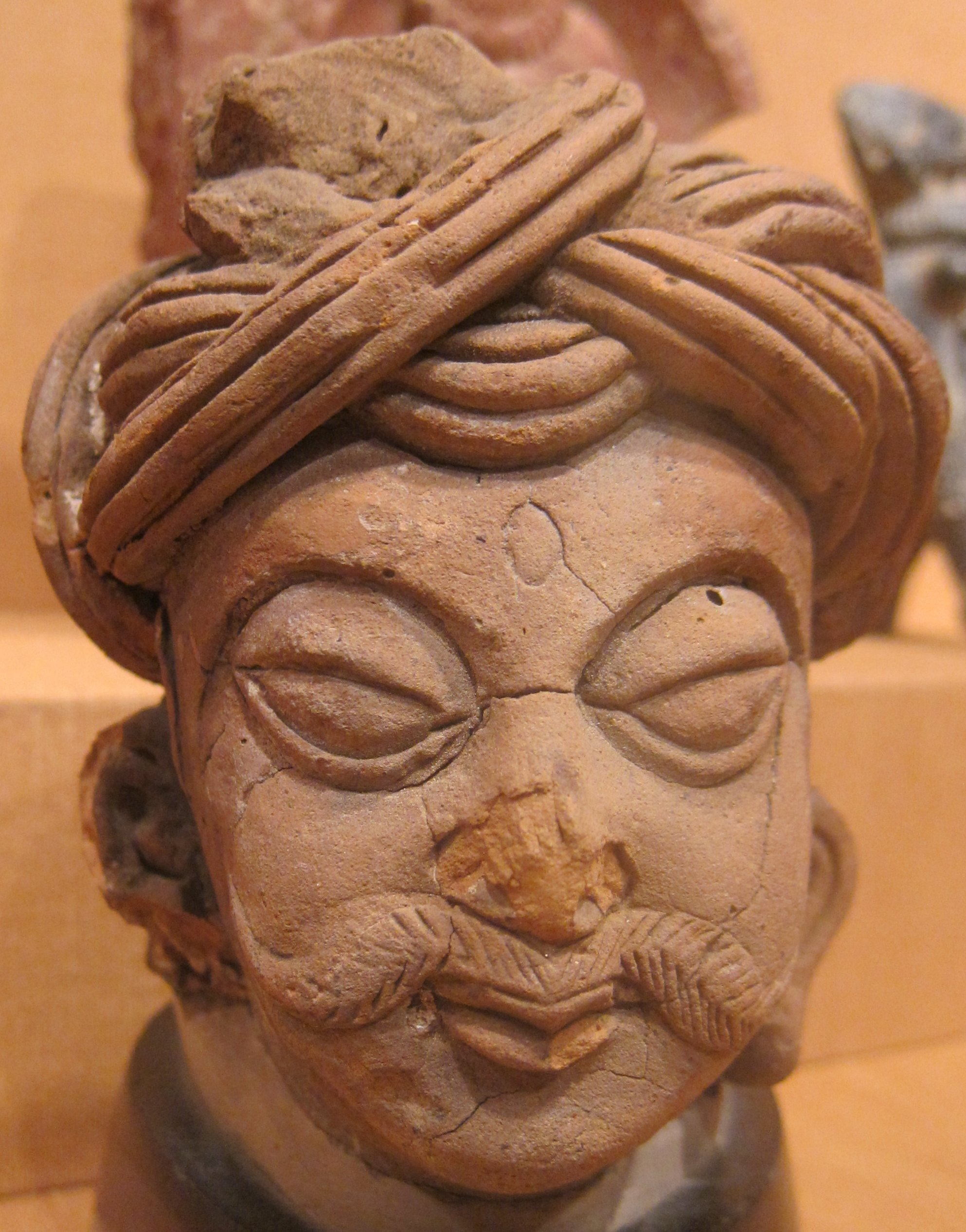
중앙|남자 머리, 북부 인도, 5세기 – 6세기

문제의 연관성은 아마도 바누굽타의 여동생 (또는 다른 가까운 친척) 때문일 것이다. 그녀는 프라카샤다르만의 아버지인 라자바르다나의 아마티야인 라비키르티와 결혼했다. 라비키르티의 아들이자 바누굽타의 조카 (또는 다른 친척)인 바가바도사는 프라카샤다르만의 수상이었으며, 그의 외삼촌 밑에서 군사 작전에 참여했을 수도 있다. '후기 아울리카라'라고 불리는 만다소르 왕들의 새로운 계보가 이전의 굽타 종주국에 도전하게 된 것으로 추정된다.

## 여파

### 인도의 저항
6세기 후반에는 외부 위협과 불안정에 대한 저항이 커졌고, 이 지역에서 독립을 주장하는 아울리카라 왕조의 한 집단에 집중되었다. 말라바력 572년 (515 CE)의 리스탈 비문은 강력한 나이가마 상인 가문의 도움으로 프라카샤다르만 왕이 다사푸라에서 질서를 성공적으로 재확립했음을 기록한다. 이 가문의 주요 구성원들은 후기 아울리카라 왕조의 라자스타니야스 (부왕)였으며, 이 지역의 안정을 돕는 데 기여했다.

[[파일:Risthal inscription rubbing.jpg|300px|섬네일|

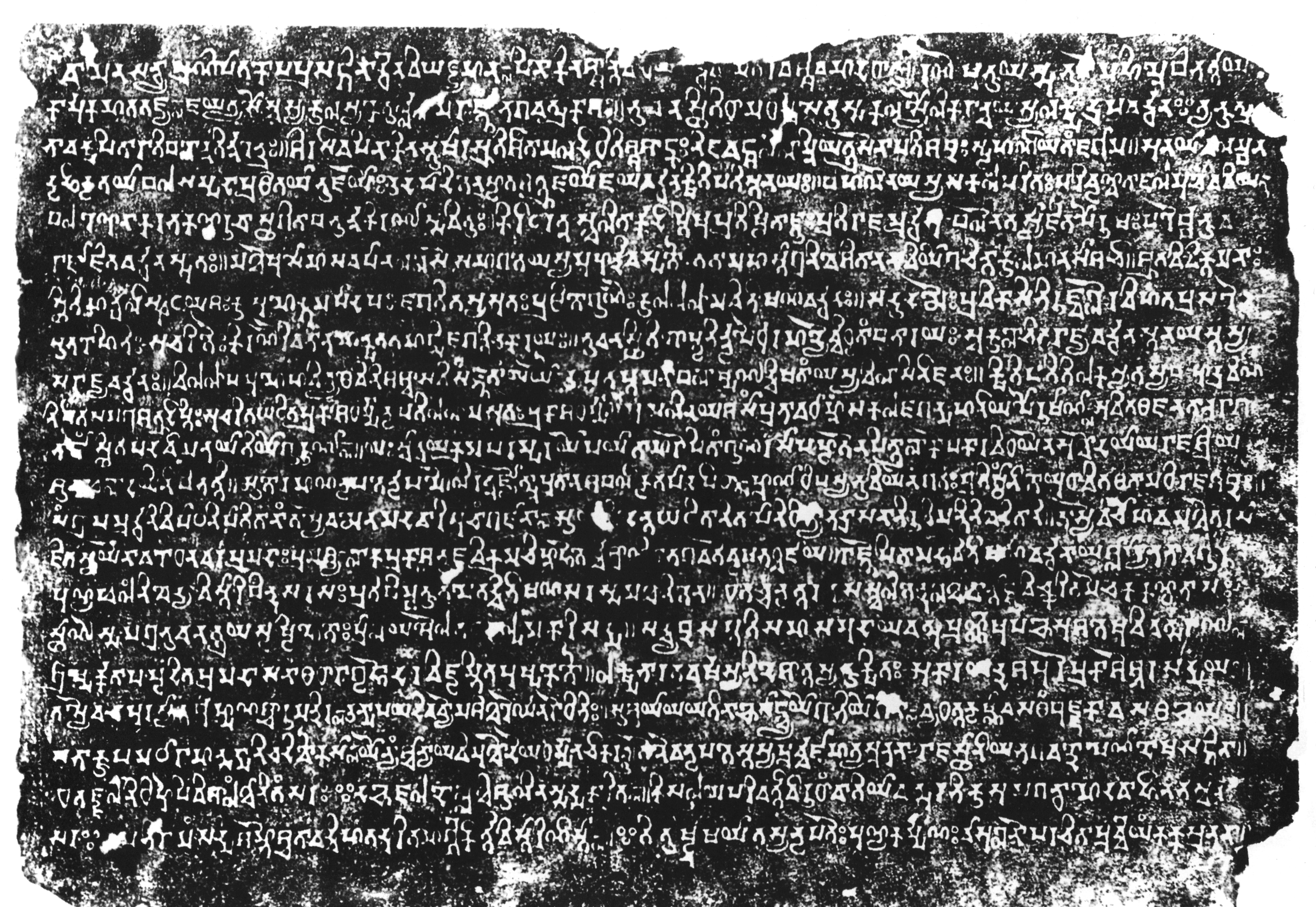
중앙|리스탈 비문

이러한 회복의 시기는 비문뿐만 아니라 다사푸라의 새로운 통치자들이 건설한 건축 기념물에서도 확인된다. 이러한 종교적 변화는 부흥을 강조했는데, 6세기 아울리카라 통치자들은 원래의 국교였던 비슈누파 힌두교를 버리고 활기차고 전투적인 형태의 시바파 힌두교를 선호했다. 파슈파타파 운동과 연결된 이러한 형태의 시바파는 나르마다강과 마히강 사이의 지역에서 유래하여 구자라트주와 라자스탄주에 정착했으며, 상호 연결된 사원 및 마타 시스템의 지원을 받았다.

### 시바파의 부상
다음 사례는 이 시대에 시바파가 선도적인 문화 세력으로 발전했음을 보여준다. 이미 확립된 인기 있는 신앙이었지만, 시바파는 정치 귀족들이 그들의 지배 이데올로기 체계를 공고히 하기 위해 받아들인 파슈파타파에 의해 활성화되었다. 반면에 이전 국교였던 비슈누파는 이 문화에서 자리를 잃었다. 시바파는 라쿨리샤라는 브라만 형태로 시바가 나타나는 것과 같은 새로운 특징을 도입했는데, 이는 일반 사람들이 인도의 구루 (아차리야)로부터 배운 지침을 통해 초인적인 힘(싯디)과 신성한 무기에 접근할 수 있게 해주었다. 그 구루들은 의례 행위에서 신 자신을 의인화한 것이라고 전해진다.
[[파일:Shiva with Trisula Panjikent 7th–8th century CE Hermitage Museum.jpg|섬네일|upright=1.1|

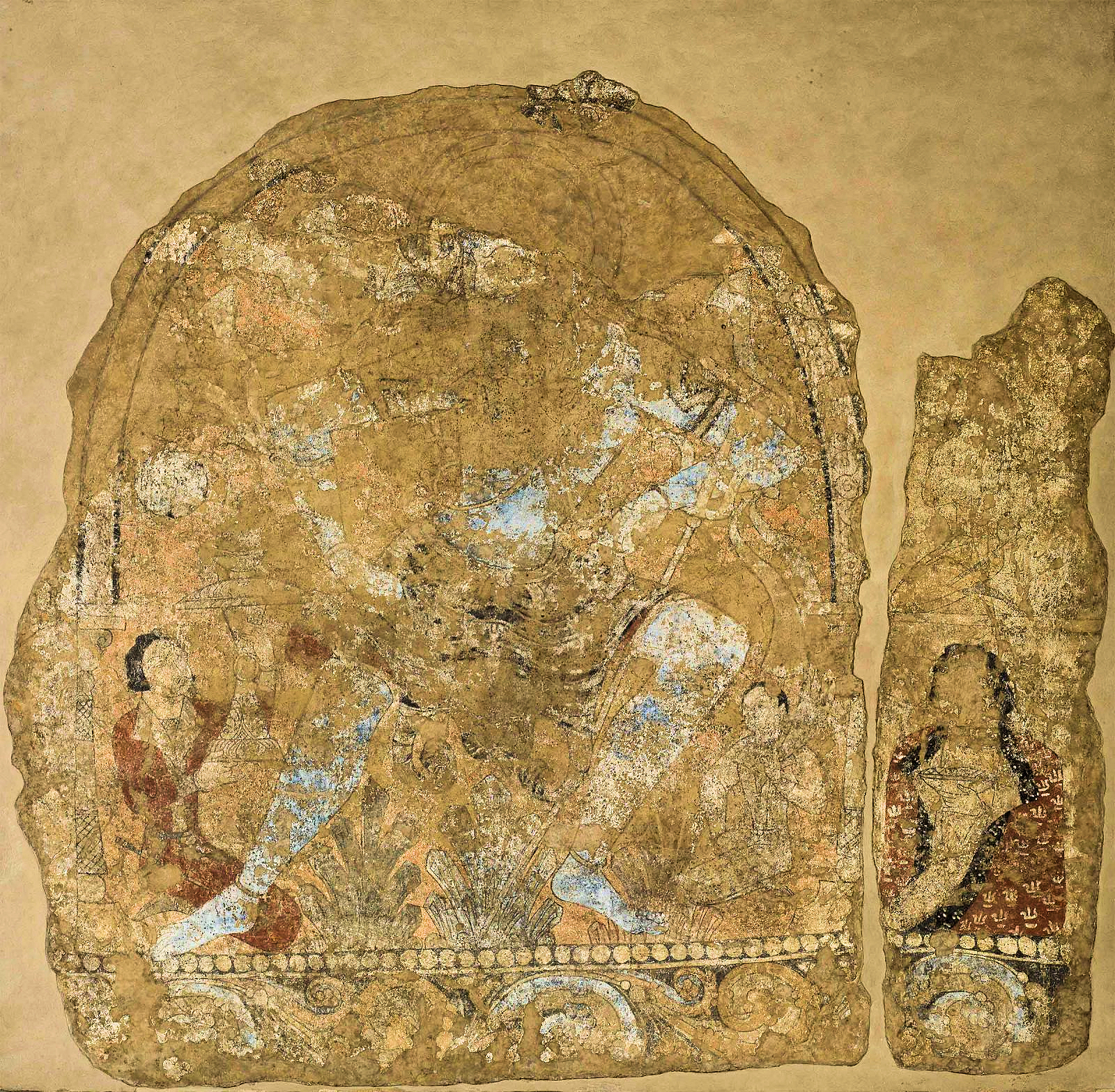
중앙|트리슐라를 든 시바, 중앙아시아에서 숭배됨. 우즈베키스탄, 판지켄트, 7세기–8세기. 에르미타시 박물관.

이러한 변화는 아울리카라 통치자들에게 이점을 주었으며, 그들의 위대한 건축적 성과에서 입증된다. 이 중 첫 번째는 다사푸라의 거대한 시바 수라파니 석비로, 아마도 프라카샤다르만 왕의 후원 아래 바가바도사가 프라카셰스바라 사원에 의뢰했을 것이다. 이 사원은 리스탈 비문에 따르면 "바라타바르샤 (인도)의 장식"이었다. 높이 약 3미터에 달하는 이 석비는 비슈누파인 에란의 바라하 조각상과 경쟁했다. 이 조각상은 토라마나의 정복 기간 동안 다니아비슈누가 세웠으며, 마찬가지로 "우주의 기둥"으로 유명했다.

### 아울리카라-후나족 갈등
프라카샤다르만은 전투에서 후나족 지휘관 (아디파)의 '패주' (아디라자)라는 칭호를 무효화시켰다. (그 칭호는) 토라마나 왕 때 지상에 확고히 정착되어 있었다. 토라마나 왕의 발판은 (그의 발 앞에 절한) 왕들의 왕관에 박힌 반짝이는 보석으로 빛났다.— 리스탈 비문

리스탈 비문에 기록된 515년에 발생한 사건들은 인도 역사에서 중요한 전환점으로 여겨진다. 이 비문은 토라마나 통치 기간 동안 확고히 자리 잡았던 후나족 장군에게 부여된 "패주"(아디라자)라는 칭호를 취소한 프라카샤다르만을 자랑한다. 토라마나 왕의 권위는 이전에 다른 왕들을 그 앞에 굴복시켰었다.

## 같이 보기
- 제1차 에란 전투
- 마트리비슈누
- 미히라쿨라
- 손다니 전투
- 바누굽타
- 아울리카라-후나 전쟁

### 설명주
1. ↑  굽타가 191년 (서기 510년) 고파라자와 라자 바누굽타는 제2차 에란 전투에서 함께 싸웠고 (토라마나에 대항?), 이 전투에서 고파라자가 전사했다 (SB X.035).[1]

### 참조주
1. 1 2 3  Bakker 2020, 33쪽.
2. ↑  Schwartzberg 1978, 25쪽.
3. ↑  Schwartzberg 1978, 145쪽.
4. ↑  Bakker 2015, 32쪽.
5. ↑  Agrawal 1989, 243쪽.
6. ↑  Bakker 2020, 73–75쪽.
7. ↑  Goyal 1967, 341–342쪽.
8. ↑  Goyal 1967, 337–342쪽.
9. ↑  Corpus Inscriptionum Indicarum Vol.3 (inscriptions Of The Early Gupta Kings Main text p.352sq
10. 1 2  Bakker 2015, 33쪽.
11. ↑  Bakker 2020, 86쪽.
12. ↑  Bakker 2020, 87쪽.
13. 1 2 3  Bakker 2020, 90쪽.

## 참고 문헌
- Agrawal, Ashvini (1989). 《Rise and Fall of the Imperial Guptas》. Delhi: Motilal Banarsidass. ISBN 978-81-208-0592-7.
- Bakker, Hans (2015). 《The World of the Skandapurāṇa》. BRILL. ISBN 978-90-04-27714-4.
- Bakker, Hans T. (2020). 《The Alkhan: A Hunnic People in South Asia》. Barkhuis. ISBN 978-94-93194-00-7.
- Goyal, S. R. (1967). 《A History of the Imperial Guptas》. Allahabad: Central Book Depot. OCLC 500357561.
- Schwartzberg, Joseph E. (1978). 《A Historical atlas of South Asia》. Chicago: University of Chicago Press. ISBN 978-0-22-674221-2.

## 더 읽어보기
- Kim, Hyun Jin (2015년 11월 19일). 《The Huns》. London: Routledge. ISBN 978-1-317-34091-1.